# The X Factor (album)
Pour les articles homonymes, voir X Factor.
Albums de Iron Maiden
Live at Donington
(1993) Best of the Beast
(1996)
The X Factor est le dixième album studio du groupe de heavy metal Iron Maiden sorti le 2 octobre 1995.

## L'album
C'est le premier album avec le chanteur Blaze Bayley, ex-Wolfsbane, qui avait pris la suite du chanteur emblématique Bruce Dickinson, parti pour ses projets solo et fatigué des trop longues tournées du groupe.
Beaucoup de fans d'Iron Maiden jugent cet album comme le plus sombre, le plus mélancolique et le plus engagé de tous les enregistrements du groupe. Cela est du en partie aux problèmes personnels traversés par le leader de la formation, le bassiste Steve Harris, affecté par son divorce et la mort de son père.
Son succès fut nettement moindre que le précédent, Fear of the Dark, en Grande-Bretagne, mais surtout aux États-Unis.
La tournée pour l'album fut, comme pour celle du suivant Virtual XI, écourtée par des problèmes allergiques rencontrés par le chanteur durant la tournée. Ce dernier fut également critiqué pour ses performances vocales sur d'anciens morceaux du groupe.
La pochette est en revanche tout à fait inédite puisque c'est la première fois qu'Eddie n'est pas dessiné mais représenté de façon réaliste par une sorte de mannequin. En effet, il est livide (comme vidé de son sang), allongé sur ce qui semble être une table de torture/d'opération, il ne lui reste que le tronc, ses viscères sont apparentes, la calotte crânienne vient de lui être ôtée. Cependant, il a l'air vivant ! Le groupe a dû prévoir une version alternative de la pochette (où l'on voit un Eddie "réaliste" assis au loin sur un trône avec derrière lui deux poutres métalliques formant un X) car celle-ci fut censurée dans certains pays. Cette représentation ne sera plus jamais utilisée par le groupe.

## Liste des titres
1. Sign of the Cross (Harris) - 11:16
2. Lord of the Flies (Harris/Gers) - 5:04
3. Man on the Edge (Bayley/Gers) - 4:12
4. Fortunes of War (Harris) - 7:24
5. Look for the Truth (Bayley/Gers/Harris) - 5:10
6. The Aftermath (Harris/Bayley/Gers) - 6:22
7. Judgement of Heaven (Harris) - 5:12
8. Blood on the World's Hands (Harris) - 5:58
9. The Edge of Darkness (Harris/Bayley/Gers) - 6:40
10. 2 A.M. (Bayley/Gers/Harris) - 5:38
11. The Unbeliever (Harris/Gers) - 8:10

## Musiciens
- Blaze Bayley : chant
- Dave Murray : guitare
- Janick Gers : guitare
- Steve Harris : basse
- Nicko McBrain : batterie

### Musiciens additionnels
- Michael Kenney : claviers
- The Xpression Choir : chant grégorien (sur 1)